# Scalpellum californicum
Scalpellum californicum är en kräftdjursart. Scalpellum californicum ingår i släktet Scalpellum och familjen Scalpellidae. Inga underarter finns listade i Catalogue of Life.